# Klaus Zelzer
Klaus Zelzer (* 16. Mai 1936 in Wien) ist ein österreichischer Altphilologe.

## Leben
Klaus Zelzer studierte Klassische Philologie an der Universität Wien, wo er am 28. Juni 1962 mit der Dissertation Untersuchungen zum Charakter der Briefsammlung des jüngeren Plinius promoviert wurde. Anschließend arbeitete er als Dozent an der Universität Wien, wo er sich auch habilitierte und zum außerordentlichen Universitätsprofessor ernannt wurde. Mittlerweile lebt er im Ruhestand.
Zelzer beschäftigt sich mit der lateinischen Literatur der Spätantike, insbesondere mit Patristik. Neben zwei kritischen Editionen (Die alten lateinischen Thomasakten, Berlin 1977; Regula Basili a Rufino latine versa, Wien 1986; Regula Magistri ist in Arbeit) verfasste er u. a. Studien zur Textgeschichte der Regula Benedicti des Benedikt von Nursia und zur Schrift De officiis des Ambrosius von Mailand. Seit 1981 war er Mitherausgeber der unterdessen eingestellten Zeitschrift Regulae Benedicti Studia. Er war mit der Latinistin und Patristik-Spezialistin Michaela Zelzer verheiratet.